# 1922年英國大選
1922年英國大選（英語：1922 United Kingdom general election）是英國下議院在1922年舉行的大選。在這次選舉中，自由黨仍然陷入分裂狀態，分為自由黨和國民自由黨兩派。選舉之後，工黨成為議會中第二大黨，且自由黨和國民自由黨合計議席數仍不及工黨。保守黨及自由黨的兩黨制開始轉變為保守黨及工黨的兩黨制。